# Facultad de Odontología (UNR)
La Facultad de Odontología de la Universidad Nacional de Rosario (FOR) Creada en 1959. Cuenta con una capacitación de grado en la que el cursante culmina con su título de Odontólogo. La misma funciona con ingreso irrestricto y gratuidad de la enseñanza como el resto de las Universidades en Argentina. Se caracteriza por brindar servicio de asistencia en salud bucal. También se llevan adelante campañas de detección de cáncer bucal, de vacunación y viajes a comunidades del norte donde se brinda asimismo asistencia gratuita. La misma fue acreditada por CONEAU sin ninguna recomendación.

## Historia
La Facultad de Odontología fue creada formando parte de la Universidad Nacional del Litoral -Ley 10.361- como “Escuela de Odontología” que dependía de la “Facultad de Ciencias Médicas, Farmacia y Ramos Menores”. El desarrollo de sus actividades académicas comenzó en el año 1921, en las instalaciones del “Hospital del Centenario”, que fuese construido por una comisión integrada por las fuerzas vivas de la ciudad de Rosario y con el aporte económico de sus ciudadanos. En 1959 se crea la FOR como unidad académica independiente de la Facultad de Ciencias Médicas, momento en el cual ya contaba con más de 1000 alumnos y realizaba más de 30.000 prestaciones anuales a la población de Rosario y su zona de influencia. En 1968 se inaugura un moderno edificio propio para reemplazar al Pabellón Central del Hospital del Centenario, donde funcionaba desde 1925. Dicha inauguración fue concordante con la creación de la Universidad Nacional de Rosario (Ley 17.987). Desde el inicio de sus actividades, la Facultad vinculó la formación profesional con la asistencia a la población, tradición sostenida hasta nuestros días.

## Posgrados (Acreditados por CONEAU)

### Especialidades
- Carrera de Especialización en Periodoncia    -  (Resol. CONEAU 1244/15)
- Carrera de Especialización en Ortodoncia y Ortopedia Funcional    - (Resol. CONEAU 483/14)
- Carrera de Especialización en Odontología Legal    - (Resol. CONEAU 1169/14)
- Carrera de Especialización en Implantología Alvéolomaxilar y Máxilofacial    - (Resol. CONEAU 1162/14)
- Carrera de Especialización en Odontopediatría    - (Resol. CONEAU 441/14)
- Carrera de Especialización en Prótesis Dentobucomaxilar    - (Dictamen favorable de CONEAU en Sesión N.º 430 del 19 de octubre de 2015)
- Carrera de Especialización en Endodoncia    - (Resol. CONEAU 580/09)

### Doctorado
- Doctorado en Odontología    - (Resol. CONEAU 75/15)

### Maestría
- Maestría en Estomatología - Medicina Oral    - (Resol. CONEAU 231/08)

## Servicios Asistenciales
Servicio de Anatomía Patológica
Servicio de Anestesiologia - Servicio de Cirugía MaxiloFacial
Servicio de C.A.O.P.He.N
Servicio de Clínica Médica
Servicio de Esterilización
Servicio de Laboratorio Clínico
Servicio de Microbiología y Parasitología
Servicio de Psicología
Servicio de Radiología
Servicio de Tomografía
Servicio de Guardia Odontológica

## Extensión
Servicio de atención en diferentes barrios de Rosario
Servicio de atención odontológico gratuito en el norte argentino